# L'Escarène
L'Escarène là một xã ở tỉnh Alpes-Maritimes, vùng Provence-Alpes-Côte d'Azur ở đông nam nước Pháp.

## Khí hậu
| Climate data for L'Escarène (1981-2010), altitude: 380 m | Climate data for L'Escarène (1981-2010), altitude: 380 m | Climate data for L'Escarène (1981-2010), altitude: 380 m | Climate data for L'Escarène (1981-2010), altitude: 380 m | Climate data for L'Escarène (1981-2010), altitude: 380 m | Climate data for L'Escarène (1981-2010), altitude: 380 m | Climate data for L'Escarène (1981-2010), altitude: 380 m | Climate data for L'Escarène (1981-2010), altitude: 380 m | Climate data for L'Escarène (1981-2010), altitude: 380 m | Climate data for L'Escarène (1981-2010), altitude: 380 m | Climate data for L'Escarène (1981-2010), altitude: 380 m | Climate data for L'Escarène (1981-2010), altitude: 380 m | Climate data for L'Escarène (1981-2010), altitude: 380 m | Climate data for L'Escarène (1981-2010), altitude: 380 m |
| Tháng                                                    | 1                                                        | 2                                                        | 3                                                        | 4                                                        | 5                                                        | 6                                                        | 7                                                        | 8                                                        | 9                                                        | 10                                                       | 11                                                       | 12                                                       | Năm                                                      |
| -------------------------------------------------------- | -------------------------------------------------------- | -------------------------------------------------------- | -------------------------------------------------------- | -------------------------------------------------------- | -------------------------------------------------------- | -------------------------------------------------------- | -------------------------------------------------------- | -------------------------------------------------------- | -------------------------------------------------------- | -------------------------------------------------------- | -------------------------------------------------------- | -------------------------------------------------------- | -------------------------------------------------------- |
| Trung bình ngày tối đa °C (°F)                           | 9.8 (49.6)                                               | 11.1 (52.0)                                              | 14.8 (58.6)                                              | 17.9 (64.2)                                              | 22.8 (73.0)                                              | 27.0 (80.6)                                              | 30.8 (87.4)                                              | 30.4 (86.7)                                              | 25.0 (77.0)                                              | 19.1 (66.4)                                              | 13.2 (55.8)                                              | 10.0 (50.0)                                              | 19.3 (66.8)                                              |
| Trung bình ngày °C (°F)                                  | 5.1 (41.2)                                               | 6.0 (42.8)                                               | 8.8 (47.8)                                               | 11.7 (53.1)                                              | 16.2 (61.2)                                              | 20.0 (68.0)                                              | 23.1 (73.6)                                              | 23.0 (73.4)                                              | 18.6 (65.5)                                              | 14.0 (57.2)                                              | 8.8 (47.8)                                               | 5.7 (42.3)                                               | 13.4 (56.2)                                              |
| Tối thiểu trung bình ngày °C (°F)                        | 0.3 (32.5)                                               | 0.8 (33.4)                                               | 2.9 (37.2)                                               | 5.5 (41.9)                                               | 9.6 (49.3)                                               | 13.0 (55.4)                                              | 15.5 (59.9)                                              | 15.6 (60.1)                                              | 12.2 (54.0)                                              | 8.9 (48.0)                                               | 4.4 (39.9)                                               | 1.5 (34.7)                                               | 7.5 (45.5)                                               |
| Lượng Giáng thủy trung bình mm (inches)                  | 70.1 (2.76)                                              | 52.0 (2.05)                                              | 53.3 (2.10)                                              | 83.4 (3.28)                                              | 59.5 (2.34)                                              | 45.1 (1.78)                                              | 20.6 (0.81)                                              | 30.0 (1.18)                                              | 84.0 (3.31)                                              | 131.7 (5.19)                                             | 120.1 (4.73)                                             | 98.4 (3.87)                                              | 848.2 (33.4)                                             |
| Số ngày giáng thủy trung bình (≥ 1 mm)                   | 5.8                                                      | 4.9                                                      | 5.3                                                      | 8.2                                                      | 7.1                                                      | 5.3                                                      | 3.3                                                      | 3.6                                                      | 6                                                        | 7.8                                                      | 7.5                                                      | 6.6                                                      | 71.4                                                     |
| Nguồn: Infoclimat                                        |                                                          |                                                          |                                                          |                                                          |                                                          |                                                          |                                                          |                                                          |                                                          |                                                          |                                                          |                                                          |                                                          |